# کارلوس گارسیا (بازیکن فوتبال زاده ۱۹۹۳)
کارلوس گارسیا (انگلیسی: Carlos García؛ زادهٔ ۱۷ سپتامبر ۱۹۹۳) بازیکن فوتبال اهل اسپانیا است.
از باشگاه‌هایی که در آن بازی کرده‌است می‌توان به باشگاه خیمناستیک تاراگونا و باشگاه فوتبال رئال بتیس اشاره کرد.
وی همچنین در تیم ملی فوتبال زیر ۲۰ سال اسپانیا بازی کرده‌است.